# Javier Maroto
Javier Ignacio Maroto Aranzábal (Vitoria, 6 de janeiro de 1972) é um economista e político espanhol, senador por designação das Cortes de Castilla y León desde julho de 2019, tendo sido eleito pelo Partido Popular - PP. Anteriormente foi prefeito de Vitoria entre 2011 e 2015 e deputado no Congresso dos Deputados por Álava na XII legislatura. Em 2023 foi designado primeiro vice-presidente do Senado de Espanha.

## Biografia
Javier Maroto Aranzábal nasceu em Vitoria-Gasteiz, capital da província de Álava e da comunidade autônoma do País Basco, em 6 de janeiro de 1972. Depois de cursar seus estudos no Colégio San Viator da capital alavesa licenciou-se em Ciências Económicas e Empresariais na Universidade Comercial de Deusto.
Foi membro da seção de Álava do Nuevas Generaciones, organização da juventude do Partido Popular (PP). Em 1999, fez parte da candidatura do Partido Popular para a prefeitura de Vitoria-Gasteiz e, depois da vitória do PP na capital alavesa, ocupou o cargo de tenente de prefeito e vereador delegado da Fazenda, uma responsabilidade que desempenharia durante os oito anos de governo do PP (1999-2007). Nessas duas legislaturas com Alfonso Alonso como prefeito, exerceu ainda os papéis de porta-voz do Governo, presidente da sociedade municipal Gilsa, encarregada da gestão do solo industrial no município de Vitoria, e vereador responsável por Novas Tecnologias.
Em 2008, Javier Maroto foi nomeado porta-voz do grupo municipal do PP no consistório vitoriano, bem como seu responsável no área de Urbanismo. Também fez parte, como representante do PP, do conselho da sociedade municipal Ensanche 21. Além disso, foi secretário de organização do PP em Álava.

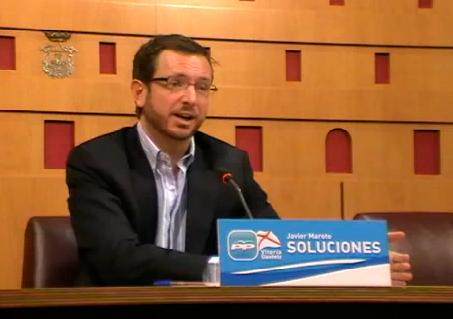
Javier Maroto numa coletiva de imprensa na Prefeitura de Vitoria em 2009

Em março de 2015, a Promotoria Superior do País Basco arquivou a denúncia da organização SOS Racismo contra Maroto por umas polêmicas declarações realizadas em julho de 2014 nas quais ele acusava aos imigrantes magrebies de viver das ajudas sociais e não querer trabalhar nem se integrar. A organização SOS Racismo, que já tinha reprovado anteriormente ao prefeito suas opiniões sobre a população imigrante, considerou que com ditas declarações tinha incorrido nos possíveis delitos de incitação ao ódio e contra a dignidade das pessoas, mas finalmente a Promotoria considerou que entravam dentro do exercício de seu direito à liberdade de expressão.
Ainda que o PP foi o partido mais votado nas eleições municipais de 2015 conseguindo 3000 votos mais que em 2011, em 13 de junho de 2015 Gorka Urtaran foi investido prefeito de Vitoria como os vereadores de PNV, EH Bildu, Somando-Hemen Gaude e Irabazi Gasteiz votaram pelo candidato jeltzale para evitar que Maroto repetisse cargo.
Em 18 de junho, foi nomeado vice-secretário setorial de Ação Sindical de Partido Popular, um cargo que  o presidente nacional Mariano Rajoy criou "ex profeso" para Maroto para recompensar sua vitória nas urnas. Nas eleições gerais de dezembro de 2015 apresentou-se na lista do PP pela circunscrição eleitoral de Álava no segundo posto, mas não conseguiu cadeira.
Em maio de 2016, foi condenado, junto com Alfonso Alonso, pelo Tribunal de Contas a pagar 393.000 euros pelos prejuízos ocasionados nos fundos públicos do município de Vitoria como consequência do aluguel de um local acima do preço de mercado durante a época em que ambos governaram a prefeitura, no que se conhece como caso San Antonio. No entanto, depois de ser recorrida a sentença, ambos foram absolvidos em 14 de dezembro de 2016 ao se estimar que dito aluguel entrava dentro do âmbito da discrecionalidade administrativa.
Em 17 de outubro de 2016 abandonou o posto de vereador na Prefeitura de Vitoria, depois de 17 anos na câmara, para tomar posse de sua cadeira como deputado no Congresso dos Deputados em substituição de Alfonso Alonso, que seguiu para Parlamento Basco.
No relatório da Comissão Europeia contra o Racismo de dezembro de 2017, que analisava as medidas contra o racismo e a intolerância em Espanha, Maroto foi assinalado como xenófobo por sua postura sobre a Renda de Garantia de Rendimentos e suas críticas aos imigrantes.
Em julho de 2018 foi designado pelo novo presidente nacional do PP Pablo Casado vice-secretario geral de Organização convertendo-se num de seus principais apoios.
Nas eleições gerais de abril de 2019 encabeçou a lista do PP por Álava, mas não conseguiu revalidar sua cadeira no Congresso. Depois disto, se registrou no município de Sotosalbos, em Segovia, para poder ser designado senador pelas Cortes de Castilla e León. Esta polêmica decisão foi mencionada por Pedro Sánchez no debate de investidura e o PSOE de Castilla e León anunciou que estudaria a possível fraude de lei de sua designação. Finalmente foi designado senador por 40 votos a favor (do PP e Partido da Cidadania - Cs) e 39 na contra. Ainda que durante seu mandato como prefeito de Vitoria tenha se mostrado favorável à inclusão do condado de Treviño no País Basco, depois de sua nomeação declarou que respeitaria «a legalidade e o ordenamento territorial» existentes.
Em 30 de julho de 2019, a direção do PP o retirou do cargo de vice-secretario de Organização e o nomeou porta-voz do Grupo Popular no Senado. Ademais foi designado segundo vice-presidente da Comissão de Assuntos Iberoamericanos.

## Posições
Tem proposto que o enclave de Treviño, pertencente à província de Burgos, se separe de Castilla e León e passe a fazer parte do País Basco.

## Vida pessoal
Maroto é um dos poucos políticos do Partido Popular que tem criticado publicamente a posição de seu partido sobre o casal homossexual. Em 5 de novembro de 2010, numa entrevista oferecida a Rádio Vitoria opinou que "seria um erro eliminar a lei de casais homossexuais".
Em junho de 2015 anunciou seu casamento com Josema Rodríguez, com o que tinha mantido uma relação romântica durante 19 anos. O casamento civil foi celebrado em 18 de setembro de 2015, no setor de Maroto na prefeitura de Vitoria (e não no salão de cerimônias, lugar habitual dos enlaces). A presença de Mariano Rajoy, presidente do Governo, ao banquete posterior, anunciou-se as vésperas, após uns dias de incerteza e polêmica dentro do partido e nos meios de comunicação pela conveniência ou não de sua presença em um casamento entre dois homens. Entre os convidados ao convite também figuraram diferentes personalidades do PP como Soraya Sáenz de Santamaría, Jorge Moragas, Carlos Floriano, María Dores de Cospedal, Javier Areias, Fernando Martínez Maillo, Andrea Levy e Pablo Casado.